# 青いスポーツカーの男
「青いスポーツカーの男」（あおいスポーツカーのおとこ）は、青色7のシングル。2000年3月8日発売。

## 概要
- シャッフルユニットとして結成された青色7（飯田圭織、市井紗耶香（市井卒業後は辻希美）、矢口真里、稲葉貴子、小湊美和（T&Cボンバー解散後は石川梨華）、ミカ、レフア）のシングル。
- 同じシャッフルユニットから生まれた黄色5、あか組4のシングルと同日発売。
- 表題歌は「女の友情」がテーマであり、親友の彼氏に説教をするという歌詞である。
- ミュージック・ビデオでスポーツカーを乗り回している男はシャ乱Qのまことである。
- テレビ東京系列「アイドルをさがせ!」オープニング・テーマ。

## 収録曲
全作詞・作曲：つんく
1. 青いスポーツカーの男 (4:25)
編曲：松原憲
2. Hello!のテーマ (青色7 version) (2:41)
編曲：前嶋康明
3. 青いスポーツカーの男 (Instrumental) (4:25)

## 参加ミュージシャン
青いスポーツカーの男
- ギター：清水一雄
- ベース：山崎洋
- その他の楽器&ロッキンボイス：松原憲
- コーラス：青色7・つんく

Hello!のテーマ (青色7 version)
- プログラミング：前嶋康明
- コーラス：青色7・つんく